# 丸岡勇夫
丸岡 勇夫（まるおか いさお、1970年7月 - ）は、日本のプログラマ。グラフィックソフト「Pixia」の開発者として知られる。群馬県出身。

## 概要
大学生時代より、大学のサークルの先輩が設立した市川ソフトラボラトリーで働き始め、大学院在籍中に同社に入社する。市川ソフトラボラトリーにおいてはMS-DOS用グラフィックソフトの「まるぱ」やWindows用グラフィックソフトの「デイジーアート」などを開発。これらは1990年代における日本の代表的なグラフィックソフトの一つとなり、1994年にデイジーアートは日本ソフトウェア大賞を受賞している。
1994年にはグラフィックソフトのART/fwを開発。元々はデイジーアートの後継ソフトとして開発されていたが、諸般の事情で自由ソフトウェアとしてリリースされた。ART/fwのドキュメントファイルには、丸岡が当時市川ソフトラボラトリーに在籍していたことが記載されており、また同ファイルにはデイジーアートの作者であることも記載されていた。ART/fwはオンラインソフトウェア流通サイトのVectorでは「(株)市川ソフトラボラトリー」名義でリリースされていた。
1998年にはART/fwの後継としてPixiaをリリース。Pixiaは11カ国語に翻訳されて海外でも広く使われている。
現在は、マイアルバム株式会社の事業本部長。マイアルバム株式会社は、日本で初めての個人向けインターネットプロバイダ、「ベッコアメ・インターネット」をスタートさせた尾崎憲一が設立した会社。
CAPA（学研）2004年12月号(p.128)の記事では、日本を代表する画像処理ソフトウェアプログラマとして紹介され、パソコンの上では写真と絵画の境界線がなくなることを語っている。デジタルカメラマガジン（インプレス）2004年12月号(p.29)では、日本と欧米の文化の違いはソフトウェアにおいても同様であり、日本人の感性や文化に合わせたソフトウェア開発が必要であると語っている。
また、NHKパソコンソフト活用術入門2008年7月～9月放映分テキスト(p.24～p.25)のインタビュー記事においても同様のことが書かれており、日本人の国民性を大事にしたソフトウェア開発が必要と語っている。
1999年に難病であるクローン病を発病。ホームページで病状日記を公開。現在も闘病の傍ら、ソフトウェア開発を続けている。

## 略歴
- 1989年群馬県立高崎高等学校卒業
- 1993年千葉大学工学部卒業
- 1995年千葉大学大学院工学研究科修士課程修了
- 2000年 フリーソフトウェア大賞 2000入賞
- 2004年 デジタルカメラマガジン(インプレス) 2004年12月号(p.29)でPhotoCreatorの開発インタビューが掲載された。
- 2004年 CAPA（学研）2004年12月号(p.128)でPhotoCreator開発インタビューが掲載され、日本を代表するプログラマとして紹介された。
- 2005年 日経ソフトウエア2006年1月号(p.74～p.77)において、グラフィックソフトの基本的な使い方、フォトレタッチ、画像処理プログラムの基本について執筆をおこなった。
- 2008年 ピーアンドエーインターナショナルが取り扱うPixiaフルスペック版についてのコメントが掲載された[2]。
- 2008年 NHKパソコンソフト活用術入門 2008年7月～9月放映分テキスト(p.24～p.25)において、Pixiaの開発インタビューが掲載され、開発コンセプトを語っている。
- 2010年 Windows Slate/Windows 7/マルチタッチ対応アプリケーション開発者会議]でインタビューを受けた記事が掲載された[3]。
- 2013年 窓の杜でのインタビュー記事「「Pixia」作者 丸岡勇夫氏インタビュー」記事が掲載された[4]。

## 代表的なソフト
- Pixia - 丸岡が1998年より開発中のグラフィックソフト。ver.4系列とver.5/ver.6系列が存在する。
- まるぱ - 市川ソフトラボラトリーが1993年に発売したMS-DOS用グラフィックソフト。
- デイジーアート - 市川ソフトラボラトリーが1994年に発売したWindows 3.1用グラフィックソフト。
- PhotoCreator - オリンパス社が2004年に発売したグラフィックソフト。PixiaのOEM版で、ペイント機能が充実した、初心者向けの簡易な写真編集ソフトと言う位置づけ。PhotoCreatorからペイント機能などを省いた簡易版の「PhotoCreatorSE[5]」もフリーソフトとして配布されていた。
- HappyPaint - 1990年代後半にインプレス社の年賀状作成ムックなどに付属していた画像編集ソフト。画像編集ソフト単体として好評を受け、1997年にはバージョンアップ版の「HappyPaint32R」がリリースされ、CD-ROMに解説書籍が付属した『いますぐ使えるHappyPaint32R』も販売された。